# Orgibet
Orgibet – miejscowość i gmina we Francji, w regionie Oksytania, w departamencie Ariège.
Według danych na rok 1990 gminę zamieszkiwały 144 osoby, a gęstość zaludnienia wynosiła 19 osób/km² (wśród 3020 gmin regionu Midi-Pyrénées Orgibet plasuje się na 919. miejscu pod względem liczby ludności, natomiast pod względem powierzchni na miejscu 1282.).